# Natação no Campeonato Mundial de Esportes Aquáticos de 2019 - 50 m livre feminino
A prova dos 50 metros livre feminino da natação no Campeonato Mundial de Esportes Aquáticos de 2019 ocorreu nos dias 27 de julho e 28 de julho, em Gwangju, na Coreia do Sul. 

## Recordes
Antes desta competição, os recordes mundiais e do campeonato nesta prova eram os seguintes:
| Tipo                  | Atleta         | Tempo | Local     | Data                |
| --------------------- | -------------- | ----- | --------- | ------------------- |
|                       | Sarah Sjöström | 23,67 | Budapeste | 29 de julho de 2017 |
| Recorde do campeonato | Sarah Sjöström | 23,67 | Budapeste | 29 de julho de 2017 |

## Medalhistas
| Ouro                | Prata                | Bronze              |
| Simone Manuel (USA) | Sarah Sjöström (SWE) | Cate Campbell (AUS) |

## Cronograma
Todos os horários são locais (UTC+9). 
| Data        | Hora  | Evento        |
| ----------- | ----- | ------------- |
| 27 de julho | 10:00 | Eliminatórias |
| 27 de julho | 20:17 | Semifinal     |
| 28 de julho | 20:47 | Final         |

## Resultados

### Eliminatórias
Esses foram os resultados das eliminatórias. Foram realizadas no dia 27 de julho com início às 10:00. 
| Pos. | Bateria | Raia | Nadadora               | Nacionalidade                   | Tempo | Notas            |
| ---- | ------- | ---- | ---------------------- | ------------------------------- | ----- | ---------------- |
| 1    | 11      | 4    | Sarah Sjöström         | Suécia                          | 24.26 | Q                |
| 2    | 9       | 4    | Cate Campbell          | Austrália                       | 24.40 | Q                |
| 3    | 11      | 5    | Simone Manuel          | Estados Unidos                  | 24.41 | Q                |
| 4    | 10      | 4    | Pernille Blume         | Dinamarca                       | 24.44 | Q                |
| 4    | 11      | 3    | Maria Kameneva         | Rússia                          | 24.44 | Q                |
| 6    | 11      | 6    | Abbey Weitzeil         | Estados Unidos                  | 24.47 | Q                |
| 7    | 9       | 5    | Ranomi Kromowidjojo    | Países Baixos                   | 24.56 | Q                |
| 8    | 9       | 6    | Liu Xiang              | China                           | 24.61 | Q                |
| 9    | 10      | 5    | Bronte Campbell        | Austrália                       | 24.74 | Q                |
| 10   | 9       | 3    | Femke Heemskerk        | Países Baixos                   | 24.80 | Q                |
| 11   | 11      | 1    | Anna Hopkin            | Reino Unido                     | 24.85 | Q                |
| 12   | 9       | 2    | Michelle Coleman       | Suécia                          | 24.95 | Q                |
| 13   | 11      | 7    | Lidón Muñoz del Campo  | Espanha                         | 24.96 | Q                |
| 14   | 11      | 2    | Katarzyna Wilk         | Polónia                         | 24.97 | Q                |
| 15   | 9       | 8    | Julie Kepp Jensen      | Dinamarca                       | 25.02 | Q                |
| 16   | 10      | 9    | Julie Meynen           | Luxemburgo                      | 25.07 | Q                |
| 17   | 10      | 1    | Federica Pellegrini    | Itália                          | 25.08 |                  |
| 18   | 8       | 3    | Neža Klančar           | Eslovênia                       | 25.12 | Recorde nacional |
| 19   | 10      | 2    | Wu Qingfeng            | China                           | 25.15 |                  |
| 20   | 11      | 0    | Rika Omoto             | Japão                           | 25.17 |                  |
| 21   | 10      | 7    | Arina Surkova          | Rússia                          | 25.19 |                  |
| 21   | 11      | 8    | Theodora Drakou        | Grécia                          | 25.19 |                  |
| 23   | 10      | 3    | Etiene Medeiros        | Brasil                          | 25.26 |                  |
| 24   | 8       | 4    | Anika Apostalon        | Chéquia                         | 25.30 |                  |
| 25   | 8       | 5    | Jeong So-eun           | Coreia do Sul                   | 25.40 |                  |
| 25   | 9       | 9    | Andrea Murez           | Israel                          | 25.40 |                  |
| 27   | 10      | 0    | Erin Gallagher         | África do Sul                   | 25.48 |                  |
| 28   | 11      | 9    | Quah Ting Wen          | Singapura                       | 25.50 |                  |
| 29   | 9       | 7    | Mimosa Jallow          | Finlândia                       | 25.66 |                  |
| 30   | 9       | 0    | Nina Kost              | Suíça                           | 25.74 |                  |
| 31   | 8       | 1    | Selen Özbilen          | Turquia                         | 25.83 |                  |
| 32   | 8       | 8    | Kalia Antoniou         | Chipre                          | 25.86 |                  |
| 33   | 7       | 5    | Cherelle Thompson      | Trinidad e Tobago               | 25.89 | =                |
| 34   | 8       | 9    | Remedy Rule            | Filipinas                       | 25.92 |                  |
| 35   | 8       | 6    | Gabriela Ņikitina      | Letônia                         | 25.96 |                  |
| 36   | 8       | 2    | Karen Torrez           | Bolívia                         | 26.01 |                  |
| 37   | 8       | 0    | Chelsey Edwards        | Nova Zelândia                   | 26.05 |                  |
| 38   | 8       | 7    | Allyson Ponson         | Aruba                           | 26.06 |                  |
| 39   | 2       | 9    | Talita Baqlah          | Jordânia                        | 26.13 | Recorde nacional |
| 40   | 7       | 7    | On Kei Lei             | Macau                           | 26.34 |                  |
| 41   | 6       | 8    | Felicity Passon        | Seicheles                       | 26.35 |                  |
| 42   | 7       | 9    | Natalya Kritinina      | Uzbequistão                     | 26.47 |                  |
| 43   | 7       | 4    | Maddy Moore            | Bermudas                        | 26.48 |                  |
| 44   | 7       | 0    | Lushavel Stickland     | Samoa                           | 26.77 |                  |
| 45   | 7       | 1    | Emily Muteti           | Quênia                          | 26.81 |                  |
| 45   | 7       | 6    | Mariel Mencia          | República Dominicana            | 26.81 |                  |
| 47   | 3       | 1    | Catharine Cooper       | Panamá                          | 26.88 |                  |
| 48   | 6       | 5    | Matelita Buadromo      | Fiji                            | 27.00 |                  |
| 49   | 7       | 3    | Chade Nersicio         | Curaçau                         | 27.13 |                  |
| 50   | 3       | 5    | Mónica Ramírez         | Andorra                         | 27.17 |                  |
| 51   | 7       | 2    | Lauren Hew             | Ilhas Caimã                     | 27.26 |                  |
| 52   | 6       | 4    | Samantha Roberts       | Antígua e Barbuda               | 27.27 |                  |
| 53   | 6       | 7    | Jeanne Boutbien        | Senegal                         | 27.33 |                  |
| 54   | 6       | 3    | Nikol Merizaj          | Albânia                         | 27.40 |                  |
| 55   | 6       | 6    | Inés Remersaro         | Uruguai                         | 27.41 |                  |
| 56   | 2       | 3    | Varsenik Manucharyan   | Armênia                         | 27.54 |                  |
| 57   | 2       | 0    | Kimiko Raheem          | Sri Lanka                       | 27.56 |                  |
| 58   | 5       | 6    | Batbayaryn Enkhkhüslen | Mongólia                        | 27.66 |                  |
| 59   | 6       | 0    | Marie Khoury           | Líbano                          | 27.85 |                  |
| 59   | 6       | 2    | Naima Hazell           | Santa Lúcia                     | 27.85 |                  |
| 61   | 6       | 1    | Mariam Imnadze         | Geórgia                         | 27.95 |                  |
| 62   | 5       | 4    | Bisma Khan             | Paquistão                       | 28.05 |                  |
| 63   | 6       | 9    | Lina Khiyara           | Marrocos                        | 28.17 |                  |
| 64   | 3       | 0    | Judith Meauri          | Papua-Nova Guiné                | 28.30 |                  |
| 65   | 5       | 2    | Daila Ismatul          | Guatemala                       | 28.31 |                  |
| 66   | 5       | 5    | Fjorda Shabani         | Kosovo                          | 28.34 |                  |
| 67   | 5       | 9    | Noelani Day            | Tonga                           | 28.67 |                  |
| 68   | 5       | 7    | Jamila Sanmoogan       | Guiana                          | 28.72 |                  |
| 69   | 2       | 2    | Dirngulbai Misech      | Palau                           | 28.88 |                  |
| 70   | 5       | 0    | Anastasiia Filina      | Quirguistão                     | 28.99 |                  |
| 71   | 3       | 9    | Sofia Shah             | Nepal                           | 29.05 |                  |
| 72   | 1       | 2    | Naomy Grand'Pierre     | Haiti                           | 29.07 |                  |
| 73   | 5       | 8    | Camille Koenig         | Ilhas Maurícias                 | 29.14 |                  |
| 74   | 2       | 5    | Latroya Pina           | Cabo Verde                      | 29.34 |                  |
| 75   | 5       | 3    | Avice Meya             | Uganda                          | 29.49 |                  |
| 76   | 3       | 8    | Alaa Binrajab          | Brunei                          | 29.55 |                  |
| 77   | 1       | 6    | Angelika Ouedraogo     | Burquina Fasso                  | 29.60 |                  |
| 78   | 5       | 1    | Ann-Marie Hepler       | Ilhas Marshall                  | 29.63 |                  |
| 79   | 3       | 6    | Taffi Illis            | São Martinho                    | 29.76 |                  |
| 80   | 4       | 4    | Margie Winter          | Estados Federados da Micronésia | 29.80 |                  |
| 81   | 4       | 3    | Ammara Pinto           | Malawi                          | 29.98 |                  |
| 81   | 4       | 5    | Anastasiya Tyurina     | Tajiquistão                     | 29.98 |                  |
| 83   | 1       | 7    | Hemthon Vitiny         | Camboja                         | 30.01 |                  |
| 84   | 4       | 6    | Dania Nour             | Palestina                       | 30.46 |                  |
| 85   | 4       | 1    | Nafissath Radji        | Benim                           | 30.85 |                  |
| 86   | 3       | 3    | Junayna Ahmed          | Bangladesh                      | 30.96 |                  |
| 87   | 4       | 2    | Domingas Munhemeze     | Moçambique                      | 30.98 |                  |
| 88   | 4       | 7    | Siri Arun Budcharern   | Laos                            | 31.32 |                  |
| 89   | 4       | 8    | Sylvia Caloiaro        | Tanzânia                        | 31.51 |                  |
| 90   | 3       | 2    | Nada Arkaji            | Catar                           | 31.57 |                  |
| 91   | 4       | 9    | Chloe Sauvourel        | República Centro-Africana       | 32.16 |                  |
| 92   | 2       | 4    | Rahel Gebresilassie    | Etiópia                         | 32.36 |                  |
| 93   | 3       | 7    | Aya Mpali              | Gabão                           | 32.68 |                  |
| 94   | 3       | 4    | Roukaya Mahamane       | Níger                           | 33.71 |                  |
| 95   | 4       | 0    | Imelda Ximenes         | Timor-Leste                     | 34.64 |                  |
| 96   | 2       | 8    | Haneen Ibrahim         | Sudão                           | 34.81 |                  |
| 97   | 2       | 6    | Tity Dumbuya           | Serra Leoa                      | 34.85 |                  |
| 98   | 1       | 5    | Odrina Kaze            | Burundi                         | 34.97 |                  |
| 99   | 2       | 7    | Safia Houssein         | Djibuti                         | 37.16 |                  |
| 100  | 1       | 4    | Ida Cham               | Gâmbia                          | 45.44 |                  |
| 101  | 2       | 1    | Juanita Ndong          | Guiné Equatorial                | DSQ   | DSQ              |
| 101  | 1       | 3    | Grace Kadje            | Togo                            | DNS   | DNS              |
| 101  | 7       | 8    | Naomi Ruele            | Botswana                        | DNS   | DNS              |
| 101  | 9       | 1    | Kayla Sanchez          | Canadá                          | DNS   | DNS              |
| 101  | 10      | 6    | Charlotte Bonnet       | França                          | DNS   | DNS              |
| 101  | 10      | 8    | Farida Osman           | Egito                           | DNS   | DNS              |

### Semifinal
Esses foram os resultados das semifinais. Foram realizadas no dia 27 de julho com início às 20:17 
Semifinal 1
| Pos. | Raia | Nadadora         | Nacionalidade  | Tempo | Notas            |
| ---- | ---- | ---------------- | -------------- | ----- | ---------------- |
| 1    | 4    | Cate Campbell    | Austrália      | 24.09 | Q                |
| 2    | 5    | Pernille Blume   | Dinamarca      | 24.14 | Q                |
| 3    | 6    | Liu Xian         | China          | 24.46 | QSO              |
| 4    | 3    | Abbey Weitzeil   | Estados Unidos | 24.58 |                  |
| 5    | 2    | Femke Heemskerk  | Países Baixos  | 24.77 |                  |
| 6    | 8    | Julie Meynen     | Luxemburgo     | 24.78 | Recorde nacional |
| 7    | 7    | Michelle Coleman | Suécia         | 24.94 |                  |
| 8    | 1    | Katarzyna Wilk   | Polónia        | 25.03 |                  |

Semifinal 2
| Pos. | Raia | Nadadora              | Nacionalidade  | Tempo | Notas |
| ---- | ---- | --------------------- | -------------- | ----- | ----- |
| 1    | 4    | Sarah Sjöström        | Suécia         | 24.05 | Q     |
| 2    | 5    | Simone Manuel         | Estados Unidos | 24.21 | Q     |
| 3    | 3    | Maria Kameneva        | Rússia         | 24.33 | Q     |
| 4    | 7    | Anna Hopkin           | Reino Unido    | 24.34 | Q     |
| 5    | 6    | Ranomi Kromowidjojo   | Países Baixos  | 24.38 | Q     |
| 6    | 2    | Bronte Campbell       | Austrália      | 24.46 | QSO   |
| 7    | 8    | Julie Kepp Jensen     | Dinamarca      | 24.89 |       |
| 8    | 1    | Lidón Muñoz del Campo | Espanha        | 25.02 |       |

Desempate
O desempate para a semifinal ocorreu dia 27 de julho às 22:33. 
| Posição | Raia | Nadadora        | Nacionalidade | Tempo | Notas |
| ------- | ---- | --------------- | ------------- | ----- | ----- |
| 1       | 5    | Bronte Campbell | Austrália     | 24.38 | Q     |
| 2       | 4    | Liu Xian        | China         | 24.53 |       |

### Final
A final foi realizada em 28 de julho às 20:47. 
| Pos.              | Raia | Nadadora            | Nacionalidade  | Tempo | Notas |
| ----------------- | ---- | ------------------- | -------------- | ----- | ----- |
| Medalha de ouro   | 6    | Simone Manuel       | Estados Unidos | 24.05 |       |
| Medalha de prata  | 4    | Sarah Sjöström      | Suécia         | 24.07 |       |
| Medalha de bronze | 5    | Cate Campbell       | Austrália      | 24.11 |       |
| 4                 | 3    | Pernille Blume      | Dinamarca      | 24.12 |       |
| 5                 | 2    | Maria Kameneva      | Rússia         | 24.31 |       |
| 6                 | 1    | Ranomi Kromowidjojo | Países Baixos  | 24.35 |       |
| 7                 | 7    | Anna Hopkin         | Reino Unido    | 24.40 |       |
| 8                 | 8    | Bronte Campbell     | Austrália      | 24.48 |       |

Legenda
| Recorde mundial       | Recorde mundial (World record)               |                       | Recorde africano                      | Recorde africano (African) |                                           | Q | Classificado por posição (Qualified) |
| Recorde do campeonato | Recorde do campeonato (Championship record)  | Recorde da América    | Recorde da América (Americas)         | q                          | Classificado por melhor tempo (Qualified) |   |                                      |
| Melhor marca do ano   | Melhor marca do ano (World leading)          | Recorde asiático      | Recorde asiático (Asian)              | DNS                        | Não largou (Did not start)                |   |                                      |
| Recorde nacional      | Recorde nacional (National record)           | Recorde europeu       | Recorde europeu (European)            | DNF                        | Não terminou (Did not finish)             |   |                                      |
| Recorde pessoal       | Recorde pessoal do atleta (Personal best)    | Recorde da Oceania    | Recorde da Oceania (Oceania)          | DSQ / DQ                   | Desclassificado (Disqualified)            |   |                                      |
| Recorde da temporada  | Recorde da temporada do atleta (Season best) | Recorde sul-americano | Recorde sul-americano (South America) | NM                         | Sem marca (No mark)                       |   |                                      |